# Bosley Crowther
Bosley Crowther (Lutherville, 13 luglio 1905 – 7 marzo 1981) è stato un giornalista e critico cinematografico statunitense.

## Biografia
Nato con il nome di Francis Bosley Crowther Jr nello stato del Maryland, si trasferì con la famiglia a Winston-Salem, nella Carolina del Nord, dove iniziò a lavorare per il suo primo giornale, l'Evening Star. Lavorò come critico cinematografico per il The New York Times per 27 anni, i suoi articoli furono importanti per il successo e la carriera di numerosi attori e registi del mondo di Hollywood Fu uno dei primi a mostrarsi generoso nei confronti di Marilyn Monroe ai tempi di Fermata d'autobus. Sposò Florence Marks il 20 gennaio 1933.

## Opere
Scrisse due libri:
- The Lion's Share: The Story of an Entertainment Empire (1957), con cui documenta la storia della MGM
- Hollywood Rajah: The Life and Times of Louis B. Mayer (1960), una biografia di uno dei più importanti uomini della MGM